# Estadio Beijing Fengtai
El Estadio Beijing Fengtai (chino: 丰台体育场) es un estadio de usos múltiples en el distrito de Fengtai, Beijing, China. Actualmente se utiliza sobre todo para partidos de fútbol y también en ocasiones para atletismo. El estadio fue la casa del Beijing Renhe entre 2016 y 2019. El estadio tiene capacidad para 31 043 espectadores. El Estadio Fengtai no se utilizó para el fútbol durante los Juegos Olímpicos de Beijing de 2008. El lugar también sirvió como estadio para Beijing Guoan, el tercer club deportivo chino con 5 millones de seguidores en Weibo después de Guangzhou Evergrande y Shandong Luneng Taishan, entre 2006 y 2008. Uno de esos juegos fue contra el mundialmente famoso equipo español FC Barcelona en agosto de 2007.